# JP-6
El Jet Propellant 6 (JP-6) fue un tipo de combustible de aviación desarrollado para los motores General Electric YJ93, equipados en el bombardero experimental trisónico XB-70 Valkyrie y el interceptor XF-108 Rapier. El JP-6 era similar al JP-5, pero con un menor punto de congelación y una estabilidad oxidativa termal mejorada. Su peso específico era de 785 gramos por litro (6,55 Lb/gal). Cuando el programa XB-70 fue cancelado, la especificación para el JP-6, Mil-J-25656, fue también cancelada.